# 中外製藥
中外製藥（日语：／ Chūgai seiyaku */?）是一家日本製藥公司，目前為跨國藥廠羅氏的子公司。

## 歷史
1925年上野十藏在東京成立「中外新藥商會」，當時只有7名員工，業務為自德國進口膽石症治療劑、止血劑及強心劑。1943年3月改名為中外製薬株式会社，開始生產葡萄糖。

### 收购
1924年，羅氏的日本法人「NSY合名会社」在東京市京橋区成立，是日本最早的外資製藥企業。1932年，NSY合名會社改名為日本羅氏株式會社（日本ロシュ株式会社），生產鎮痛劑「フジサワサリドン」。2002年，日本羅氏收購中外製藥半數以上的股份，使其成為羅氏的子公司。

## 外部連結
- 中外製薬株式会社（页面存档备份，存于）
- 中外製藥的X（前Twitter）
- 中外製藥的Facebook專頁
- YouTube上的中外製藥頻道